# Graines à roussir
Les graines à roussir sont un mélange d'épices d'origine antillaise, composé de cumin, de fenugrec et de moutarde.

## Utilisation
Les graines à roussir s'utilisent en fond de plat pour qu'elles libèrent tous leurs arômes, notamment dans la recette du colombo de poulet.